# 알렉스 코라
호세 알렉산더 코라(José Alexander Cora, 1975년 10월 18일 ~ )는 푸에르토리코 출신의 프로 야구 감독이자 전 내야수이다. 그는 메이저 리그 베이스볼의 보스턴 레드삭스의 감독이다. 코라는 감독으로서 자신의 첫 시즌에 팀을 2018년 월드 시리즈 챔피언십으로 이끌어 그렇게 하는 데 5번째 감독이자, 푸에르토리코 출신으로서 첫 감독이 되었다. 그는 1998년부터 2011년 기간 동안 로스앤젤레스 다저스, 클리블랜드 인디언스, 보스턴 레드삭스, 뉴욕 메츠, 텍사스 레인저스와 워싱턴 내셔널스에서 활약하였으며, 메이저 리그에서 활약하기 전에는 마이애미 대학교에서 대학 야구를 하였다. 코라는 코치와 감독이 되기 전에 ESPN을 위한 야구 해설자였다.

## 선수 경력

### 초기 경력
코라는 1993년 미네소타 트윈스에 의하여 메이저 리그 베이스볼 드래프트의 12위로 뽑혔으나 계약을 맺지 않고, 대신 마이애미 대학교에서 대학 야구를 하기로 결정하였다. 거기에 있는 동안 코라는 1995년과 1996년 양년에 대학 월드 시리즈 전 토너먼트 팀으로 임명되었다.  그는 1996년 그들이 루이지애나 주립 대학교에게 패한 경기에서 팀을 타이틀 경기로 이끌었다.
코라는 1996년 드래프트로 들어간 최고 대학 방어 선수로서 베이스볼 아메리카에 의하여 평가되었다. 코라는 3 라운드에서 로스앤젤레스 다저스에 의하여 드래프트되어 클래스 A로 진출한 베로비치 다저스와 함께 1996년 시즌의 61개 경기를 활약하여 무홈런과 26개의 타점과 함께 .257 점을 타구하였다.  그는 더블 A 샌안토니오 미션스와 1997년 시즌을 활약하여 127개의 경기에서 3개의 홈런과 48개의 타점과 함께 .234 점을 타구하였다.  코라는 트리플 A 앨버커크 듀크스와 함께 1998년, 1999년과 2000년 시즌의 일부를 보내며 각각 81개의 경기에서 .264 점, 80개의 경기에서 .398 점과 30개의 경기에서 .373 점을 쳤다.

### 로스앤젤레스 다저스
코라는 1998년 6월 7일 시애틀 매리너스를 상대로 다저스와 함께 자신의 메이저 리그 데뷔를 이루었고, 그의 형 조이 코라는 경기에서 매리너스의 출발 2루수였다. 알렉스 코라는 로스앤젤레스에서 다음 7년을 보내 27개의 홈런과 173개의 타점과 함께 .246 점을 타구하는 동안 총 684개의 경기에 나왔다.  다저스와 함께 자신의 세월 동안 그는 2루수와 유격수에서 활약하였다.  2000년과 2001년 시즌 동안 코라는 다저스가 나이가 든 마크 그루질라넥을 2루로 옮기면서 대부분 유격수를 맡았다. 2002년 세사르 이스투리스의 출현과 동년 12월 시카고 컵스로 그루질라넥의 이적과 함께 코라는 팀의 주요한 2루수로서 다저스와 함께 자신의 병역의 나머지를 보냈다.
코라는 다저스가 세인트루이스 카디널스에게 패한 2004년 내셔널 리그 디비전 시리즈에서 다저스와 함께 하나의 포스트시즌 시리즈를 활약하였다. 코라는 전부 4개의 경기에서 다저스의 2루수였으며, 시리즈가 열리는 동안 2 루 15 타를 타구하였다.

### 클리블랜드 인디언스
2005년 1월 코라는 클리블랜드 인디언스와 자유 계약 선수로서 맺어 유격수에서 22개와 2루수에서 14개의 출발 경기와 함께 49개의 경기에 나와 하나의 홈런과 8개의 타점과 함께 .205 점을 타구하였다. 그해 7월 7일 코라는 내야수 라몬 바스케스를 위하여 보스턴 레드삭스로 이적되었다.

### 보스턴 레드삭스

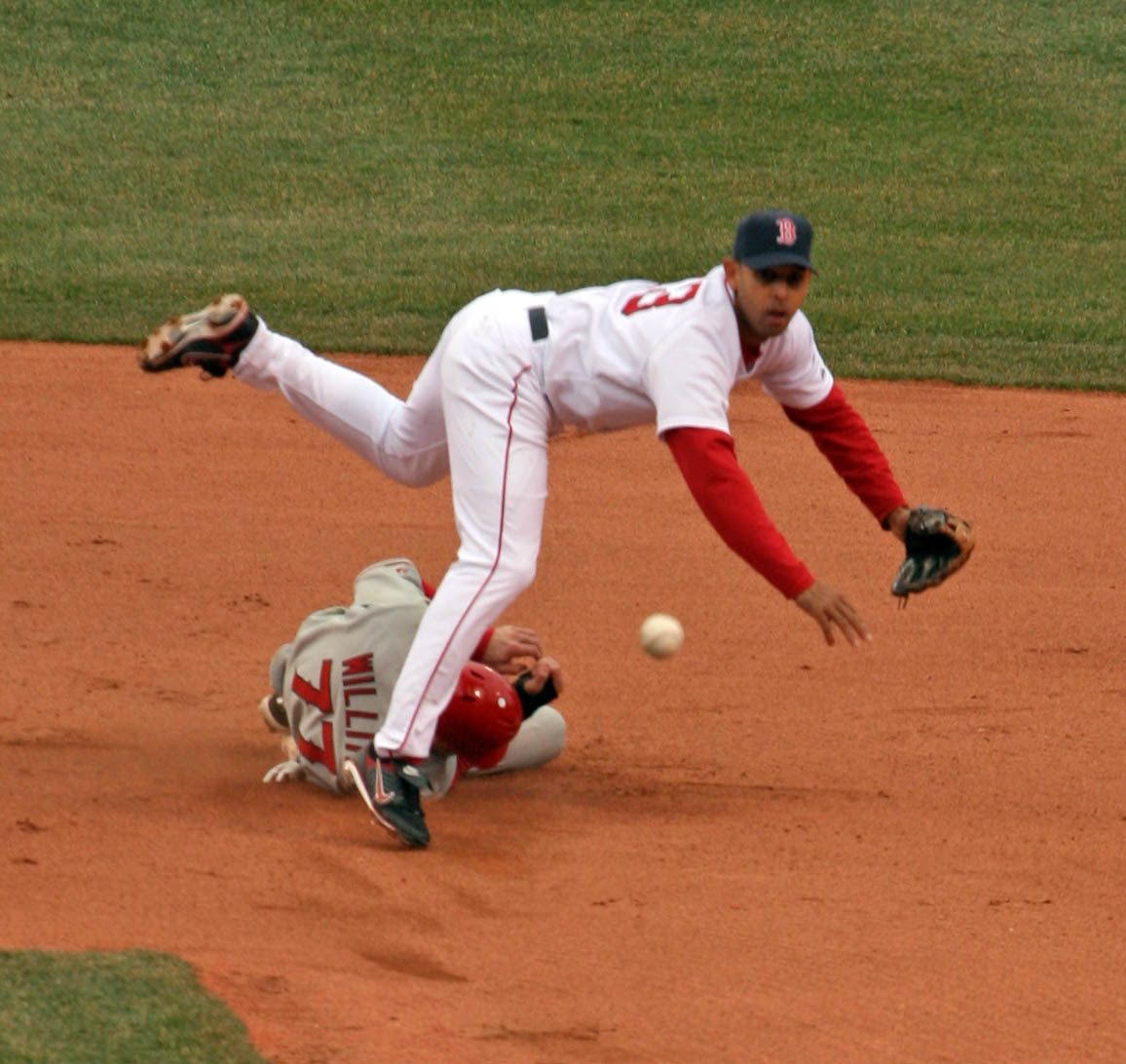
2007년 4월 16일 펜웨이 파크에서 코라가 로스앤젤레스 에인절스를 상대로 더블 플레이를 돌리는 모습

2005년 7월 7일 코라는 자신의 레드삭스 데뷔를 이루고 정규 시즌의 말기를 통하여 보스턴을 위하여 총 47개의 경기에 나와 2개의 홈런과 16개의 타점과 함께 .269 점을 타구하였다.  3개의 경기를 휩쓴 시카고 화이트삭스에게 패한 그해 아메리칸 리그 디비전 시리즈에서 코라는 본루 출연 없이 방어적 대체로서 하나의 경기에서 활약하였다.
코라는 원래 유격수 에드가 렌테리아를 데체할 예정이었다.  12월 렌테리아의 애틀랜타 브레이브스로 이적과 함께 코라는 2006년 2월 레드삭스가 알렉스 곤살레스를 취득할 때까지 출발 유격수의 지위를 차지하는 데 감시되었다.  2006년 시즌을 위하여 코라는 96개의 경기에 나와 하나의 홈런과 18개의 타점과 함께 .238 점을 타구하였다.
코라는 2007년 월드 시리즈를 우승한 레드삭스의 일원이었다. 정규 시즌 동안 그는 83개의 경기에 나와 3개의 홈런과 18개의 타점과 함께 .246 점을 타구하였다.  포스트시즌에 그는 그해 아메리칸 리그 챔피언십 시리즈의 2개 경기와 월드 시리즈의 2개 경기에서 최근의 이닝 방어적 대체 선수로서 나왔다.  그는 월드 시리즈의 3번째 경기에서 희생 번트인 하나의 본루 출연을 가졌다.
2008년 정규 시즌을 위하여 코라는 75개의 경기를 활약하여 무홈런과 9개의 타점과 함께 .270 점을 타구하였다.  그는 4개의 포스트시즌 경기에 나왔으며, 레드삭스가 이긴 아메리칸 리그 디비전 시리즈의 2개 경기와 레드삭스가 패한 아메리칸 리그 챔피언십 시리즈의 2개 경기였다.  그는 무홈런과 하나의 타점과 함께 4 루 26 타를 타구하였다.  이 경기들은 선수로서 코라를 위하여 최종의 포스트시즌 출연들이었다.
2008년 10월 30일 코라는 자유 계약 선수가 되었다.  레드삭스와 함께 자신의 4개 시즌에서 그는 301개의 정규 시즌 경기에 나와 6개의 홈런과 61개의 타점과 .252 점을 타구하였다.

### 뉴욕 메츠
2009년 1월 22일 코라는 뉴욕 메츠와 함께 1년 거래 계약을 맺었다. 2009년 시즌 동안 그는 82개의 경기에 나와 하나의 홈런과 18개의 타점과 함께 .251 점을 타구하였다. 11월 코라는 2011년을 위한 선택권과 함께 2010년 시즌을 위하여 메츠와 재계약을 맺었다. 그는 2010년 8월 7일 메츠에 의하여 나오게 되었으며, 당시 그는 무홈런과 20개의 타점과 함께 .207 점을 타구하여 2010년 시즌의 62개 경기에서 활약하였다. 메츠와 함께 자신의 시간에 코라는 .234의 타구 평균, 1개의 홈런과 38개의 타점과 함께 총 144개의 경기에 나왔다.

### 텍사스 레인저스
2010년 8월 17일 코라는 텍사스 레인저스와 마이너 리그 계약을 맺고, 트리프 A 제휴 오클라호마시티에 지정되어 6개의 경기에 나와 4 루 22 타를 타구하였다. 그는 그러고나서 레인저스를 위하여 4개의 경기를 활약하여 2 루 7 타를 타구하였다. 레인저스는 9월 7일 코라를 내보냈다. 레인저스와 자신의 한정된 시간에 불구하고, 팀은 후에 아메리칸 리그 챔피언십 링과 함께 그에게 보상하였다.

### 워싱턴 내셔널스

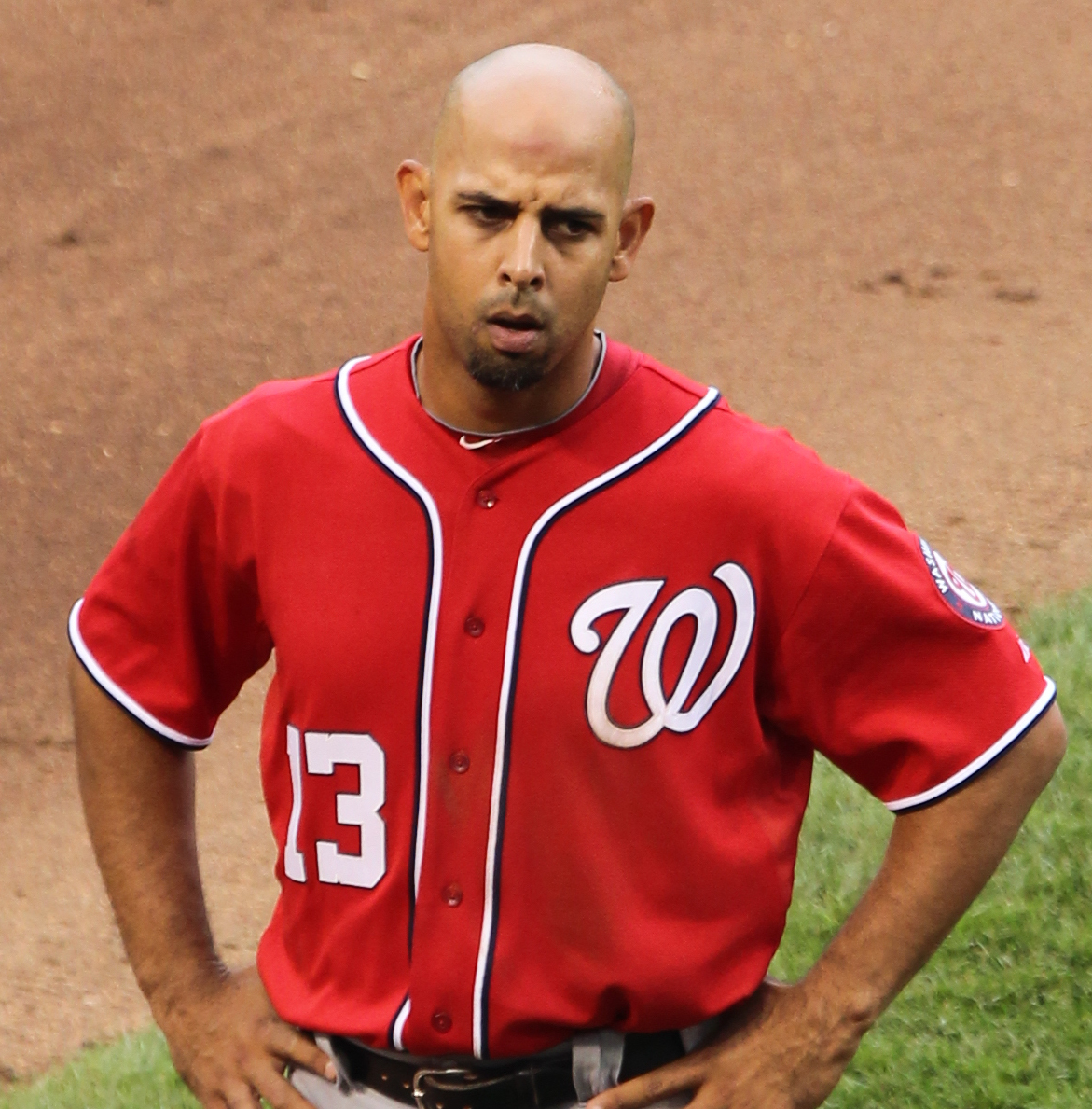
워싱턴 내셔널스와 함께 (2011년)

2011년 1월 워싱턴 내셔널스는 코라를 마이너 리그 계약으로 맺었다. 2011년 시즌 동안 그는 내셔널스를 위하여 91개의 경기에 나와 무홈런과 6개의 타점과 함께 .224 점을 타구하였다. 코라의 최종적 메이저 리그 베이스볼 출연은 플로리다 말린스를 상대로 대타자로서 3루타를 쳤던 9월 28일 내셔널스와 함께였다.

## 후반의 경력
2011년 시즌에 이어 코라는 자신의 은퇴를 공고한 후에 푸에르토리코에서 겨울 야구를 하였고, 얼마 안 있어 그는 자신이 겨울 야구로 만으로부터 은퇴하였다는 것을 명백하게 설명하였다.  그는 2012년 2월 5일 카디널스와 마이너 리그 계약으로 동의하였다.  봄 훈련 동안 24개의 본루 출연에서 하나의 홈런과 .208 점을 타구한 후, 코라는 2012년 3월 25일 전직 월드 시리즈 챔피언에 의하여 나오게 되었다.

## 두드러진 경기들
2004년 5월 12일 다저스와 함께 코라는 컵스의 출발 투수 맷 클레멘트에 18 투구 타석을 가졌다.  2 대 1의 카운트를 향한 코라는 최종적으로 홈런을 치기 전에 14개의 연속적 투구들을 파울시켰다.  그 일은 1980년대 중반에 야구 통계학자들이 투구 카운트를 기억하기 시작한 이래 3번째로 장기적으로 기록된 타석이다.
코라는 메이저 리그 베이스볼 역사상 2개의 장기적 9개의 이닝 경기에서 활약하였다. 첫 경기는 다저스와 샌프란시스코 자이언츠 사이에 2001년 10월 5일에 열린 4 시간 27 분의 경기였다. 2번째 경기와 기록에 장기적은 레드삭스와 뉴욕 양키스 사이에 더블헤더의 2번째 경기인 2006년 8월 18일 4 시간 45 분의 경기였다. 코라는 8번째 이닝에서 방어적 대체로서 2001년 경기에 들어갔고, 2006년 경기에서 출발 유격수였다.
2018년 월드 시리즈의 3번째 경기에서 코라는 월드 시리즈 역사상 장기적 경기 - 10월 26일 금요일에 시작하여 다음날 한밤 중에 끝난 18 이닝, 7 시간 20 분, 561 투구 경기에서 레드삭스를 감독하였다. 2개의 경기에서 무경기로 내려간 다저스는 맥스 먼시에 의하여 끝내기 홈런에 3 대 2로 우승하였다.

## 국제 경력
코라는 2006년과 2009년 양년의 월드 베이스볼 클래식에서 푸에르토리코를 위하여 뛰었으며, 그 토너먼트에서 각각 2 루 15 타와 1 루 8 타를 타구하였다. 코라는 2018년 자신이 레드삭스의 감독이 될 때까지 푸에르토리코 야구 국가대표팀의 총지배인이었다.

## 선수 이후의 경력

### 방송 활동
2013년 2월부터 2016년 11월까지 코라는 ESPN과 그 데포르테스에 야구를 위한 해설자였다.

### 코치 경력
2016년 11월 15일 코라는 휴스턴 애스트로스를 위하여 벤치 코치가 되었다. 애스트로스의 감독 A. J. 힌치의 퇴거에 이어 코라는 2017년 시즌 동안 3개의 기회에 감독 임무들을 취하였다.
2017년 8월 25일 코라는 로스앤젤레스 에인절스를 상대로 경기로부터 본루 심판 라스 디아스에 의하여 퇴거되었다.  코라는 야구는 그것에 너무 많은 욕설을 가져 활약으로부터 제거되어야 한다고 주장하였으며, 이 일은 코라의 첫 메이저 리그 경력 퇴거였다.
코라는 애스트로스와 함께 한 동안 코치로서 자신의 2번째 월드 시리즈 링을 받았다.

## 감독 경력

### 레드삭스 감독
2017년 아메리칸 리그 챔피언십 시리즈가 열리는 동안 코라는 보스턴 레드삭스의 열어진 감독 지위를 위하여 인터뷰하였다. 그 일은 코라가 레드삭스의 감독으로 임명될 것으로 즉시 보고되었다. 10월 22일 애스트로스가 아메리칸 리그 챔피언십 시리즈에서 양키스를 꺾은지 1일 후에 레드삭스는 2021년을 위한 선택권과 함께 2018년에서 2020년 시즌을 통하여 코라를 위한 3년 감독 계약을 공고하였다.
코라는 그해 월드 시리즈에 이어 11월 2일 정식으로 감독직을 취하였다. 2018년 8월 3일 코라는 양키스를 상대로 경기에서 1루 심판 필 쿠지에 의하여 양벤치들로 나온 경고들을 주장하여 본루 심판 애덤 해머리에 의하여 감독으로서 처음으로 퇴거되었다. 코라와 그해 레드삭스는 108 승 54 패와 함께 끝냈다.
아메리칸 리그 디비전 시리즈에서 레드삭스는 양키스를 3개의 경기에서 하나로 떨어뜨리고, 아메리칸 리그 챔피언십 시리즈로 진출하였다.  코라는 애스트로스를 상대로 챔피언십 시리즈의 첫 경기에서 10월 13일 자신의 첫 포스트시즌 퇴거를 받았다.  그는 스트라이크들을 주장하여 5번째와 6번째 이닝 사이에 본루 심판 제임스 호이에 의하여 퇴거되었다.  10월 18일 코라의 43세 생일에 레드삭스는 5개의 경기에서 챔피언십 시리즈를 우승하는 데 애스트로스를 4 대 1로 꺾었다.  그러고나서 레드삭스는 코라에게 감독으로서 그의 첫 챔피언십을 주는 데 월드 시리즈에 5개의 경기에서 다저스를 꺾었다.  코라는 월드 시리즈를 우승하는 데 5번째 신인 감독이 되었으며, 다른이들은 밥 브렌리 (2001년), 랠프 후크 (1961년), 에디 다이어 (1946년)와 버키 해리스 (1924년)이다.  그해의 아메리칸 리그 감독 상을 위한 투표에서 코라는 오클랜드 애슬레틱스의 밥 멜빈에 밀려 2위를 하였다.
11월 14일 레드삭스는 2022년을 위한 팀의 선택권과 함께 2021년을 통하여 확장을 포함한 코라의 계약을 재협상하였다고 공고하였다.

## 개인 생활
코라는 오프시즌 동안 푸에르토리코 카구아스에 사는 편이다. 그는 결혼하여 2017년 시즌 동안에 태어난 쌍둥이를 포함하여 4명의 자식을 두었다.
코라는 마이애미 대학교 스포츠 명예의 전당의 2006년 헌액자이다.
그의 형은 전 메이저 리그 베이스볼의 만능 보결 선수이자 현재 코치인 조이 코라이다.
2018년 월드 시리즈를 우승한 후, 코라는 그해 11월 3일 월드 시리즈 트로피를 자신의 고향 카구아스로 가져갔다.

### 자선 행위
2017년 허리케인 마리아가 일어난 후, 코라는 푸에르토리코를 위한 구제에 연루되었다.